# Gaggenau
Gaggenau är en stad i Landkreis Rastatt i regionen Mittlerer Oberrhein i Regierungsbezirk Karlsruhe i förbundslandet Baden-Württemberg i Tyskland.   Den ligger ett par mil sydväst om Karlsruhe. Folkmängden uppgår till cirka 30 000 invånare, på en yta av 65 kvadratkilometer.